# Ciondolo d'oro
Il Ciondolo d'oro è un premio statale del Kazakistan.

## Assegnazione
La decorazione viene conferita alla madri che hanno dato alla luce e cresciuto sette o più figli. Il premio viene assegnato quando il settimo figlio compie un anno di età.
In sede di aggiudicazione del ciondolo vengono presi in considerazione anche le madri che:
- hanno adottato secondo le modalità previste dalla legge;
- hanno un figlio morto o disperso o nella tutela degli interessi della Repubblica del Kazakistan o nell'esercizio delle funzioni, che è morto in caso di catastrofi naturali o durante l'esecuzione di un dovere civico per salvataggio di vite umane e di proprietà, nella lotta contro la criminalità e la tutela dell'ordine pubblico, così come i decessi a causa di ferite, lesioni o malattia, o in seguito a malattie da lavoro.

Le madri di famiglie numerose, premiate con il ciondolo o che abbiano ricevuto il titolo di Madre Eroica, hanno diritto a ricevere sussidi statali speciali.

## Insegne
- Il  nastro è azzurro con una striscia centrale gialla.